# Ганье, Луи
Луи Ганье (фр. Louis J. Gasnier, 1875—1963) — французский режиссёр, сценарист.

## Биография
Родился в Париже. Работал в театре, когда Шарль Пате нанял его снимать фильмы. Ганье режиссировал многие ранние комедии Макса Линдера.
В 1912 году эмигрировал в США, где работал и в качестве продюсера, и руководил студией в Баунд-Брук (штат Нью-Джерси). В 1914 году приступил к съёмкам «Похождения Элен» с участием Перл Уайт.
С появлением звука карьера Ганье пошла на убыль. Самый известный его фильм этого периода, хотя и не по художественным причинам, «Целомудренный грех», сделан в 1936 году.
После фильма «Целомудренный грех», Ганье снял ещё восемь фильмов до выхода на пенсию в 1941 году. Умер в Голливуде в возрасте 87 лет.

## Фильмография
- 1905 — Похититель велосипедов / Le Voleur de bicyclette
- 1910 — Дебют Макса в кино / Les débuts de Max au cinéma
- 1914 — Похождения Элен / The Exploits of Elaine
- 1923 — Майские дни / Maytime
- 1923 — Жёны бедняков / Poor Men’s Wives
- 1924 — Вино / Wine
- 1924 — Отравленный рай / Poisoned Paradise
- 1925 — Парижская любовь / Parisian Love
- 1936 — Целомудренный грех / Reefer Madness